# Festival de Salzbourg
Le Festival de Salzbourg (Salzburger Festspiele) est un festival d'opéra, de théâtre et de musique classique créé en 1920 par Max Reinhardt et Hugo von Hofmannsthal, et qui a lieu chaque été à Salzbourg, en Autriche. C'est l'un des festivals les plus célèbres du monde, en particulier pour la musique et l'opéra, et il attire chaque année près de 240 000 visiteurs, dont deux tiers d'étrangers.

## Histoire

### Origines
Le Festival de Salzbourg est créé en 1918 à l'initiative du metteur en scène Max Reinhardt et de l'écrivain Hugo von Hofmannsthal, appuyés par le compositeur Richard Strauss, le chef d'orchestre Franz Schalk et le décorateur Alfred Roller. Il s'agit de procurer, dans l'Autriche affaiblie et appauvrie par la guerre, un emploi d'été aux artistes – comédiens, chanteurs, musiciens de l'Opéra (qui donnent leurs concerts en tant qu'Orchestre philharmonique de Vienne). La petite cité de Salzbourg est choisie pour son calme, son cachet baroque et son prestige artistique : Mozart y est né en 1756.
Le premier festival est ouvert le 22 août 1920 par une représentation du Jedermann d'Hofmannsthal sur la place de la Cathédrale ; depuis, le festival commence traditionnellement par une représentation de cette pièce sur cette même place.

### L'entre-deux-guerres
Les premiers concerts sont donnés en 1921, et les premiers opéras – quatre de Mozart – en 1922. Le répertoire fait la part belle à Mozart et à Strauss, auxquels s'ajoutent des opéras de Verdi (Falstaff) et Beethoven (Fidelio). En 1925, une radiodiffusion du Don Pasquale de Donizetti dirigé par Bruno Walter inaugure une longue tradition de retransmissions.
En 1923, on donne Le Malade imaginaire de Molière. Le festival n'a pas lieu en 1924 pour des raisons financières.
Dès les années 1920 et 1930, les grands artistes d'Autriche et d'Europe s'y produisent, les chefs d'orchestre Bruno Walter, Arturo Toscanini, Clemens Krauss, Fritz Busch, les metteurs en scène Lothar Wallerstein et Rudolf Hartmann, les acteurs Alexander Moissi et Werner Krauss, les chanteurs Lotte Lehmann et Richard Tauber, etc.
En 1925, un Palais des festivals, construit par l'architecte Clemens Holzmeister, est inauguré. Le Manège des rochers (Felsenreitschule) est également aménagé en 1926 par Holzmeister pour pouvoir accueillir des représentations en plein air.
En 1928 apparaît le symbole du festival, qui mêle la silhouette du Mönchsberg et du Château, le drapeau rouge et blanc du Land, et un masque de comédie. Le festival se dotera en 1936 d'une fanfare composée par Joseph Messner, qui introduit les retransmissions radiodiffusées.
Le Chevalier à la rose de Strauss et Hofmannsthal, l'une des œuvres essentielles du festival, entre au répertoire en 1929.
En 1931, l'Orchestre philharmonique de Budapest est la première formation étrangère à se produire au festival.

### Le temps du national-socialisme
Après l'arrivée au pouvoir des nazis en Allemagne et le début du Troisième Reich, l'Autriche devient le refuge d'artistes qui ne peuvent ou ne veulent plus apparaître en Allemagne, et qui trouvent à Salzbourg l'occasion de se réunir dans le cadre d'un événement culturel de haut niveau, à peu de distance des frontières allemandes. Ainsi Bruno Walter, juif, s'installe en Autriche, et l'Italien Arturo Toscanini, fermement antifasciste, annule toutes ses participations au Festival de Bayreuth et se replie sur Salzbourg, dont il devient un habitué entre 1934 et 1937.
Le nombre de visiteurs allemands tombe de plus de quinze mille à moins de neuf cents en raison de la taxe de 1000 Reichsmarks sur les visas pour l'Autriche. Des artistes allemands s'y produisent cependant ; Herbert von Karajan y débute en 1933 et Wilhelm Furtwängler en 1937.
En 1938, l'Autriche est annexée à l'Allemagne. Toscanini et d'autres artistes quittent le festival et émigrent, notamment aux États-Unis. Faust et Jedermann sont retirés du programme, et le Palais des festivals est transformé dans le sens de l'esthétique du régime.
En 1943, le programme est réduit et le festival est renommé Salzburger Theater- und Musiksommer (Été musical et théâtral de Salzbourg). Reinhardt meurt à New York le 31 octobre. En 1944 ne seront donnés que deux concerts symphoniques en remplacement du festival, en raison de la proclamation de la « guerre totale » et de l'interdiction de tous les festivals après l'attentat du 20 juillet contre Hitler.

### L'après-guerre
Dès l'été 1945, le festival reprend, avec un programme réduit à une production radiodiffusée de L'Enlèvement au sérail de Mozart, une de Der Tor und der Tod d'Hofmannsthal, et quelques concerts. 1946 voit le retour de Jedermann, qui sera dès lors donné sur la place de la Cathédrale en ouverture de chaque festival. Les artistes étrangers reviennent à Salzbourg, comme Georg Solti ou Rolf Liebermann. Le Palais des festivals est de nouveau mis en chantier pour qu'en soient retirés les éléments nazis.
En 1947, Bertolt Brecht, avec le soutien du compositeur Gottfried von Einem, reçoit la nationalité autrichienne afin d'être associé à la direction du Festival et en échange d'une œuvre de commande, Salzburger Totentanz (La Danse macabre de Salzbourg) ; cependant, il s'installe en Allemagne de l'Est en 1949 et laisse la pièce à l'état d'ébauche, ce qui met fin au projet, et provoque le remerciement de von Einem du conseil d'administration en 1951.
Les années d'après-guerre sont marquées par la rivalité entre Wilhelm Furtwängler, qui revient à la direction d'orchestre, et Herbert von Karajan, natif de Salzbourg et associé à la reprise du festival. Furtwängler, usant de son influence et de son prestige contre son brillant et ambitieux cadet, parvient à l'écarter du festival.
Wilhelm Furtwängler y dirige chaque année durant la période 1947-1954. La série de concerts qu'il y donne compte parmi les sommets de l'histoire du festival. Il marque surtout l'interprétation du Fidelio de Beethoven. C'est en 1950, qu'il y enregistre une version historique avec une distribution réunissant, entre autres, deux des plus grandes sopranos du XXe siècle : Kirsten Flagstad et Elisabeth Schwarzkopf. Pendant le festival de Salzbourg de 1950, on demande à Furtwängler d'auditionner un jeune baryton de 25 ans, Dietrich Fischer-Dieskau. Furtwängler est impressionné, le prend sous sa coupe et lui fait chanter de nombreuses œuvres. Ils interprètent ensemble au festival de 1951 les Lieder eines Farhenden Geselle (« Chants d'un compagnon errant ») de Gustav Mahler — interprétation qui lance la carrière internationale du jeune baryton. Durant le même festival, il programme l’Otello de Verdi. Le monde musical considère ce concert non seulement comme l'évènement majeur du festival de Salzbourg de 1951 mais l'un des plus importants de toute l'histoire du festival. Durant les festivals de 1952 et 1953, Furtwängler dirige plusieurs fois Don Giovanni de Mozart (dont une version filmée) avec, entre autres, Lisa della Casa, Cesare Siepi et Elisabeth Grümmer.

### L'ère Karajan
Furtwängler meurt le 30 novembre 1954. La voie est désormais libre pour Karajan, qui espère pouvoir réaliser dans sa ville natale ses conceptions musicales et dramatiques. Il devient directeur artistique en 1956, et ses musiciens berlinois, traditionnellement rivaux de leurs collègues viennois dont Salzbourg est la chasse gardée, sont invités régulièrement à partir de 1957.
En 1955, Oskar Kokoschka dessine les décors et costumes d'une production de La Flûte enchantée, que dirige Solti.
Le 26 juillet 1960, le Nouveau Palais des festivals, conçu comme l'Ancien par Clemens Holzmeister, est inauguré par une représentation du Chevalier à la rose de Strauss et Hofmannsthal, dans une mise en scène somptueuse qui sera reprise en 1983.
En 1964, Salvador de Madariaga inaugure par un Éloge de Salzbourg la tradition des discours inauguraux.
Karajan, malgré la création du Festival de Pâques de Salzbourg en 1967, continue d'animer le festival et contribue à maintenir sa renommée internationale.
Malade et fatigué, il quitte le conseil d'administration en 1988 ; il mourra le 16 juillet de l'année suivante, pendant les répétitions d'Un bal masqué de Verdi.

### Le festival aujourd'hui

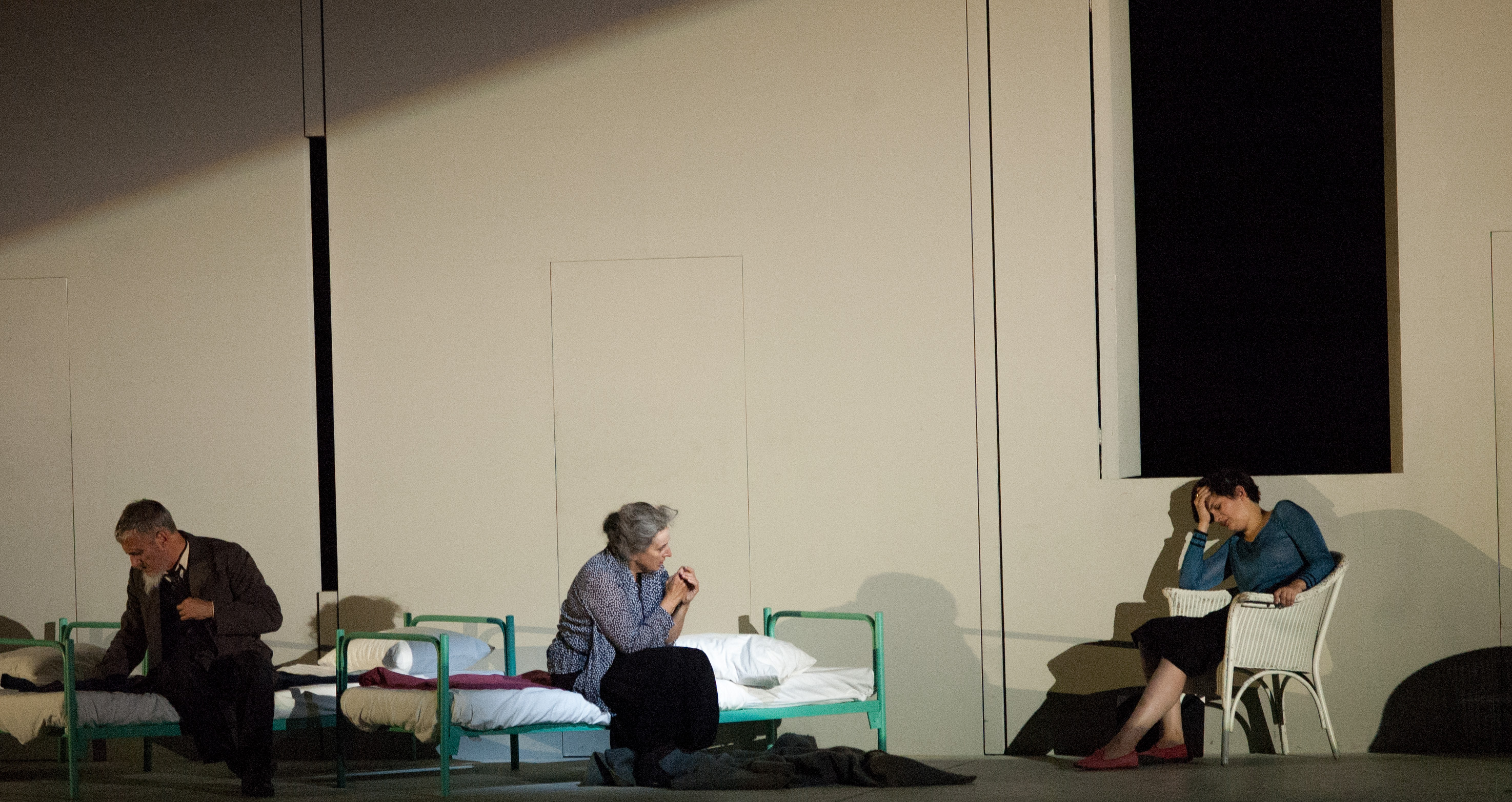
Charlotte Salomon au Festival de Salzbourg 2014, avec, de gauche à droite Vincent LeTexier (Herr Knarre), Cornelia Kallisch (Frau Knarre) et Marianne Crebassa (Charlotte Kann).

Le renouvellement commence avec l'entrée au conseil d'administration de Gérard Mortier, Hans Landesmann (de) et Henrich Wiesmüller.
En 1992, Mortier, alors directeur du Théâtre royal de la Monnaie de Bruxelles, devient directeur artistique, avec pour mission d'ouvrir la programmation et d'élargir et de rajeunir le public. Pendant ses dix saisons, il fait entrer au répertoire des œuvres du XXe siècle et programme des metteurs en scène d'orientation moderne ou anti-conformiste, ce qui lui vaudra l'hostilité d'une partie conservatrice du public ; il invite également les grands noms du renouveau musicologique baroque, comme Nikolaus Harnoncourt. En 2001, sa dernière production (La Chauve-Souris de Johann Strauss fils, une œuvre chère aux patriotes autrichiens), en forme de pied de nez à ses détracteurs (symbolique sexuelle, drogue, etc., dirigée par Marc Minkowski dans une mise en scène de Hans Neuenfels), télédiffusée en direct, fait scandale. Ses opposants font imprimer une notice nécrologique en pleine page dans un journal local.
Le compositeur Peter Ruzicka lui succède en octobre 2001.
En 2006, deux-cent cinquantième anniversaire de la naissance de Mozart, le festival a vu aboutir l'opération « Mozart 22 », avec la représentation des vingt-deux opéras de l'enfant de la ville. À cette occasion on a rouvert le Petit Palais des festivals, transformé et désormais appelé Maison de Mozart (Haus für Mozart).
En octobre 2006, le metteur en scène Jürgen Flimm devient le directeur artistique du festival.

## Récompenses
- Deux International Opera Award pour le meilleur festival (2013 et 2020)[6],[7].

## Statut
La loi fédérale du 12 juillet 1950 crée pour gérer le Festival le Salzburger Festspielfonds (Fonds du Festival de Salzbourg), doté de la personnalité juridique autonome.
Il est dirigé par :
- le président du conseil d'administration, aujourd'hui Helga Rabl-Stadler ;
- le directeur artistique et intendant, Jürgen Flimm ;
- le directeur commercial, Gerbert Schwaighofer.

### Financement
Le budget du Festival est de 46 millions d'euros environ, provenant :
- pour 50 % (24 millions), de la billetterie ;
- pour 10 % (5 millions), de donateurs, partenaires et bienfaiteurs ;
- pour 10 % (5 millions), de revenus annexes (location des salles, droits de retransmissions radio- ou télédiffusées, coproductions, etc.) ;
- pour 30 % (13 millions), de subventions complémentaires versées en fin d'exercice par le Gouvernement fédéral (12 %), le Land de Salzbourg (6 %), la ville de Salzbourg (6 %) et le Fonds pour le développement du tourisme du Land de Salzbourg (6 %).

## Usages
Le Festival est connu pour le chic de ses habitués, qui portent très majoritairement des tenues de soirée, même pendant les grandes chaleurs ou pour les représentations en matinée ; ceci n'a cependant rien d'obligatoire.
Ses prix sont particulièrement élevés, une place au premier rang pouvant atteindre 400 € dans la grille tarifaire actuelle.

### Lieux des représentations
Les représentations du festival ont lieu principalement :
- au Grand Palais des festivals ;
- à la Maison de Mozart ;
- au Manège des rochers ;
- sur la place de la Cathédrale ;
- au Mozarteum.

Voir les autres lieux de représentations sur le site internet du Festival.

### Discours inaugural
À partir de 1964, l'ouverture du festival est marquée par un discours solennel donné par une personnalité des arts ou de la politique. Après Salvador de Madariaga avec un Éloge de Salzbourg, se succéderont notamment Clemens Holzmeister, Bernhard Paumgartner, Eugène Ionesco, Giorgio Strehler, Léopold Sédar Senghor, Karl Popper, Hans-Georg Gadamer, Václav Havel, Wolfgang Rihm, le 14e Dalaï Lama et Nikolaus Harnoncourt. La tradition est interrompue en 2005 en raison de l'opposition du nouveau gouverneur de Salzbourg.
Pour la liste complète, voir l'article Liste des discours du festival de Salzbourg (de)

## Autres festivals

### Festival de Pâques de Salzbourg
Créé en 1967 par Karajan, le Festival de Pâques de Salzbourg est totalement indépendant du festival d'été, avec lequel il réalise cependant des coproductions.

### Festival de Pentecôte de Salzbourg
À partir de 1973, à l'initiative de Karajan, des Concerts de Pentecôte (Pfingstkonzerte), produits par le festival, sont donnés chaque année à l'occasion de la Pentecôte. En 1998, ils sont transformés en Festival de Pentecôte de Salzbourg (Salzburger Pfingstfestspiele), centrés sur la musique baroque sous la direction de Hans Landesmann. À partir de 2007, ils seront consacrés plus spécialement à des compositeurs napolitains du XVIIIe siècle, sous la direction musicale de Riccardo Muti. Depuis 2012, Cecilia Bartoli est directrice artistique de ce festival.